# Danaë (Klimt)
Danaë é uma pintura a óleo sobre tela do pintor simbolista austríaco Gustav Klimt, datada de 1907, a Fase Dourada do artista. .
O tema da pintura, Danaë, esteve muito em voga no início da década de 1900 entre muitos artistas; a personagem foi utilizada como um símbolo de perfeição do amor divino, e transcendência.
Durante a sua prisão pelo seu pai, Rei de Argos, numa torre de bronze, Danaë recebeu a visita de Zeus, aqui simbolizado pela chuva dourada que entre as suas pernas. Pela observação da sua face, nota-se que ela está excitada. 
Neste trabalho, ela está enrolada a um véu púrpura o qual faz referência à sua linhagem imperial. Algum tempo depois da sua visita celestial, deu à luz um filho, Perseu, que é citado na mitologia grega como tendo morto Medusa e salvo Andrómeda. 
Muitas das primeiras pinturas de Danaë eram eróticas; outras pinturas semelhantes em estilo de Klimt são Medicina (1900–1907) e Water Snakes (1904–1907).